# روس توماس (هنرپیشه)
روس توماس (انگلیسی: Ross Thomas؛ زادهٔ ۲۱ اوت ۱۹۸۱) یک هنرپیشه اهل ایالات متحده آمریکا است.